# Coleocentrus rufocoxatus
Coleocentrus rufocoxatus là một loài tò vò trong họ Ichneumonidae.